# Otto Leiber
Pour les articles homonymes, voir Leiber.
Otto Leiber, né le 11 mai 1878 à Strasbourg et mort le 27 janvier 1958 à St. Georgen im Schwarzwald, est un peintre, dessinateur, graveur et sculpteur allemand. Il réalisa des paysages et des portraits, gravés ou peints, et sculpta plusieurs bustes de personnalités, notamment en 1929 celui d'Albert Schweitzer qui contribua à sa notoriété d'artiste.

## Biographie
Fils d'avocat, Otto Leiber se forme à l'Académie des beaux-arts de Karlsruhe et à celle de Munich, séjourne brièvement à Fribourg-en-Brisgau, puis, en 1920, s'établit dans le hameau de Buchenberg à Königsfeld en Forêt-Noire. C'est là qu'il se lie d'amitié avec un autre Alsacien, Albert Schweitzer, qui s'y installe en mai 1923 avec sa femme et sa fille.
Otto Leiber était membre du Deutscher Künstlerbund, la ligue des artistes allemands.

## Œuvre
Son œuvre picturale et gravée comprend principalement des paysages – souvent des vues hivernales de la Forêt-Noire –, également des portraits et des natures mortes.

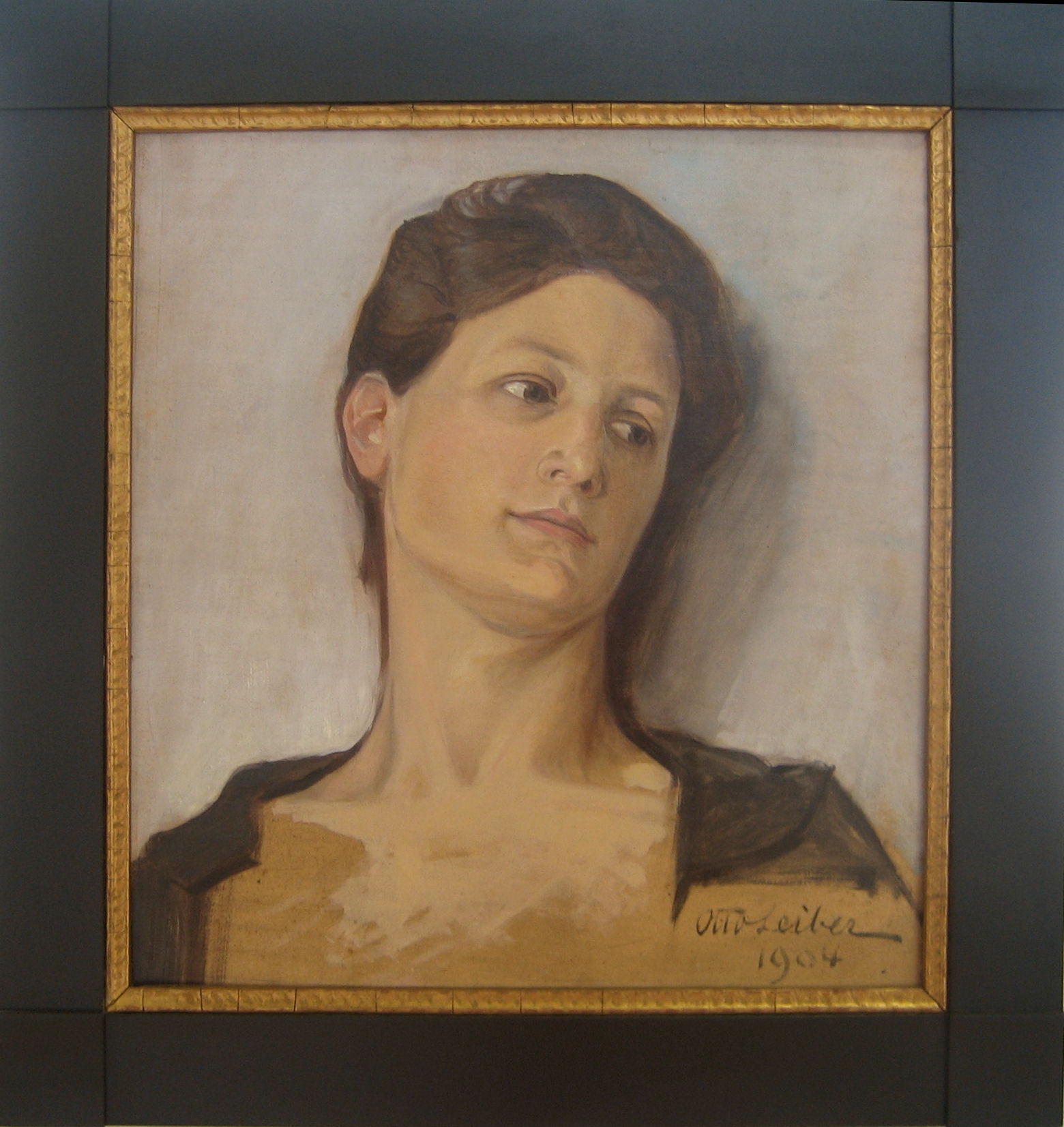
La gothique Anna (1904)
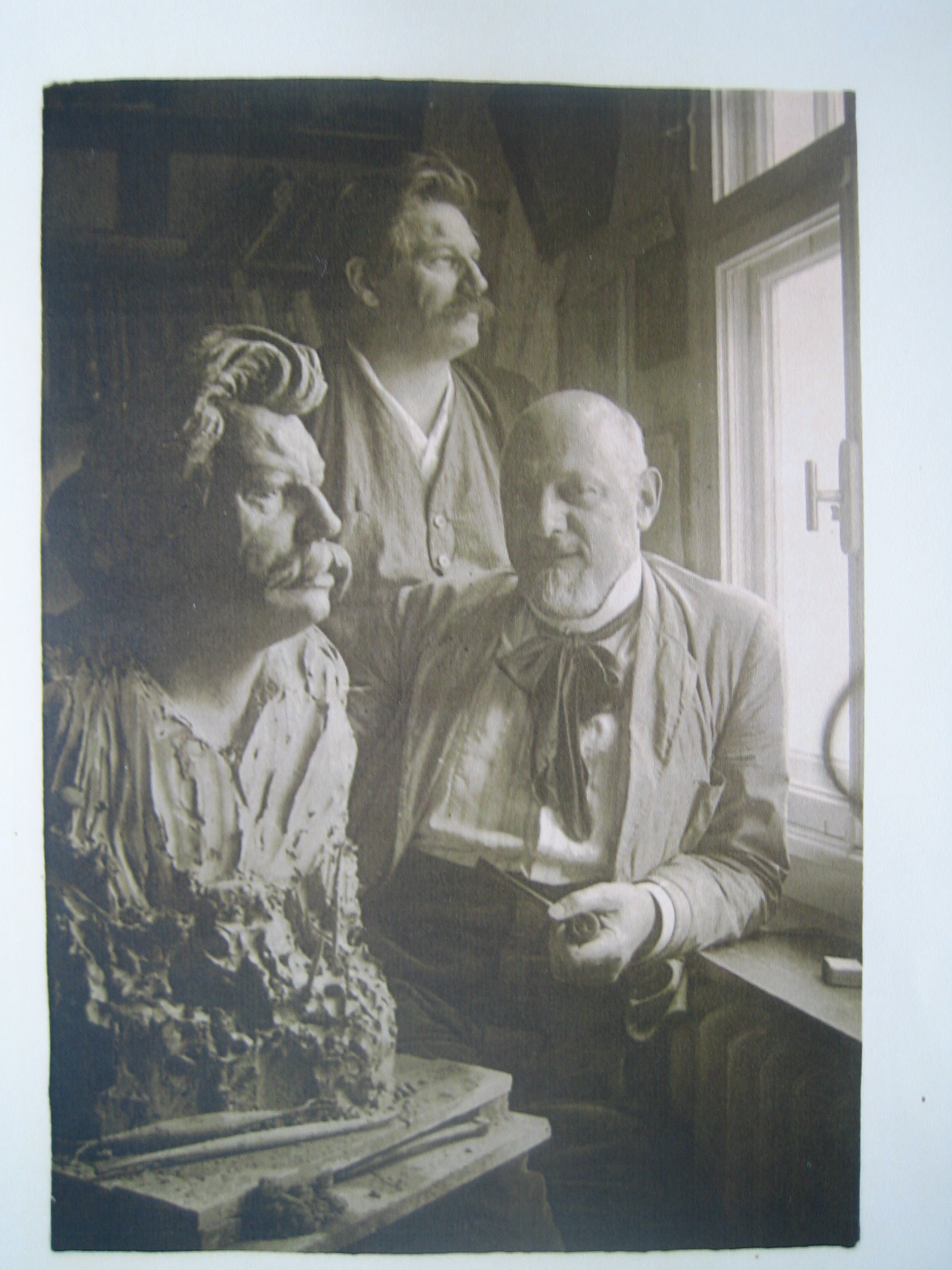
Otto Leiber sculptant le buste d'Albert Schweitzer (1909)
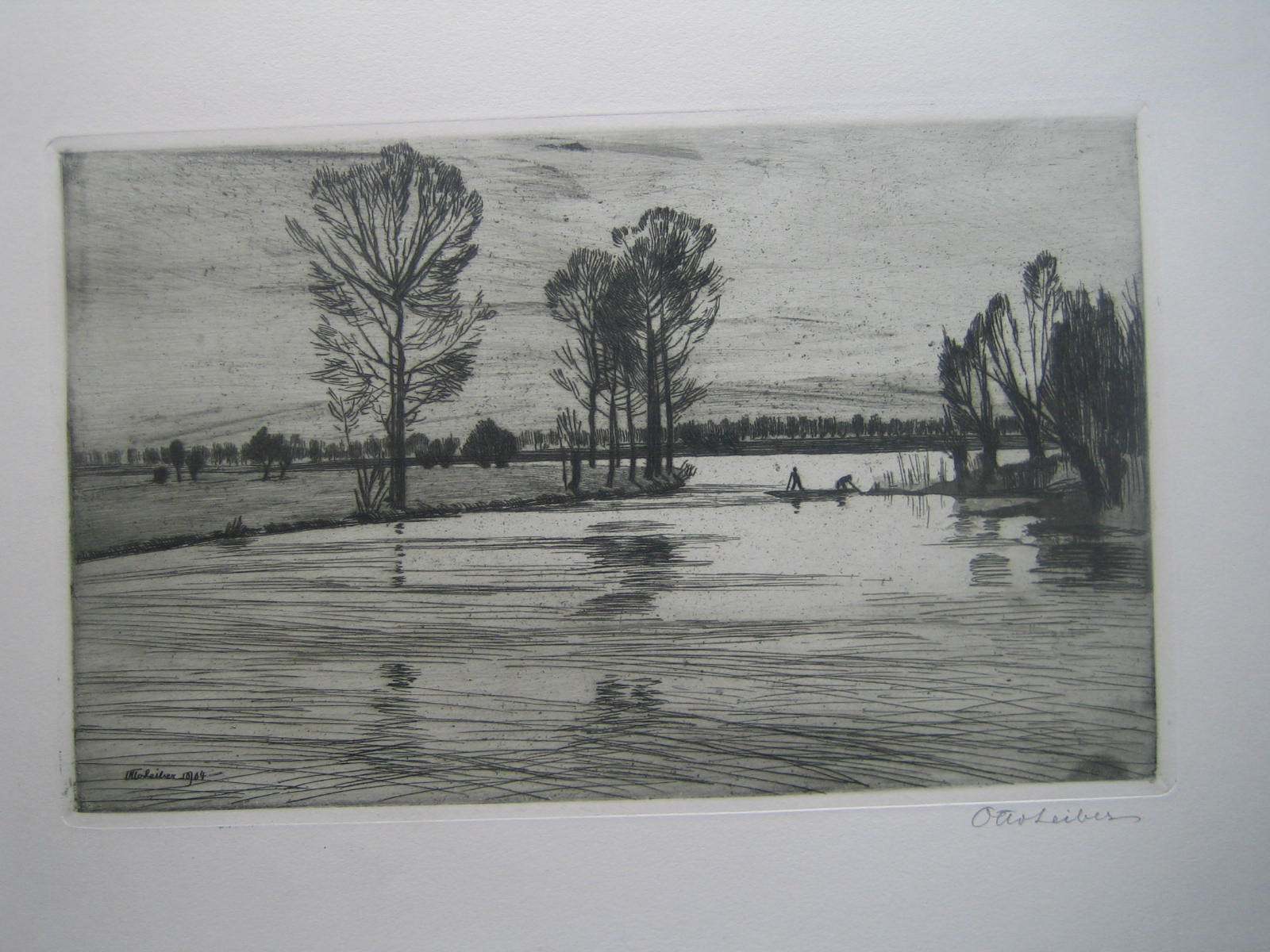
Paysage du Rhin (1909)
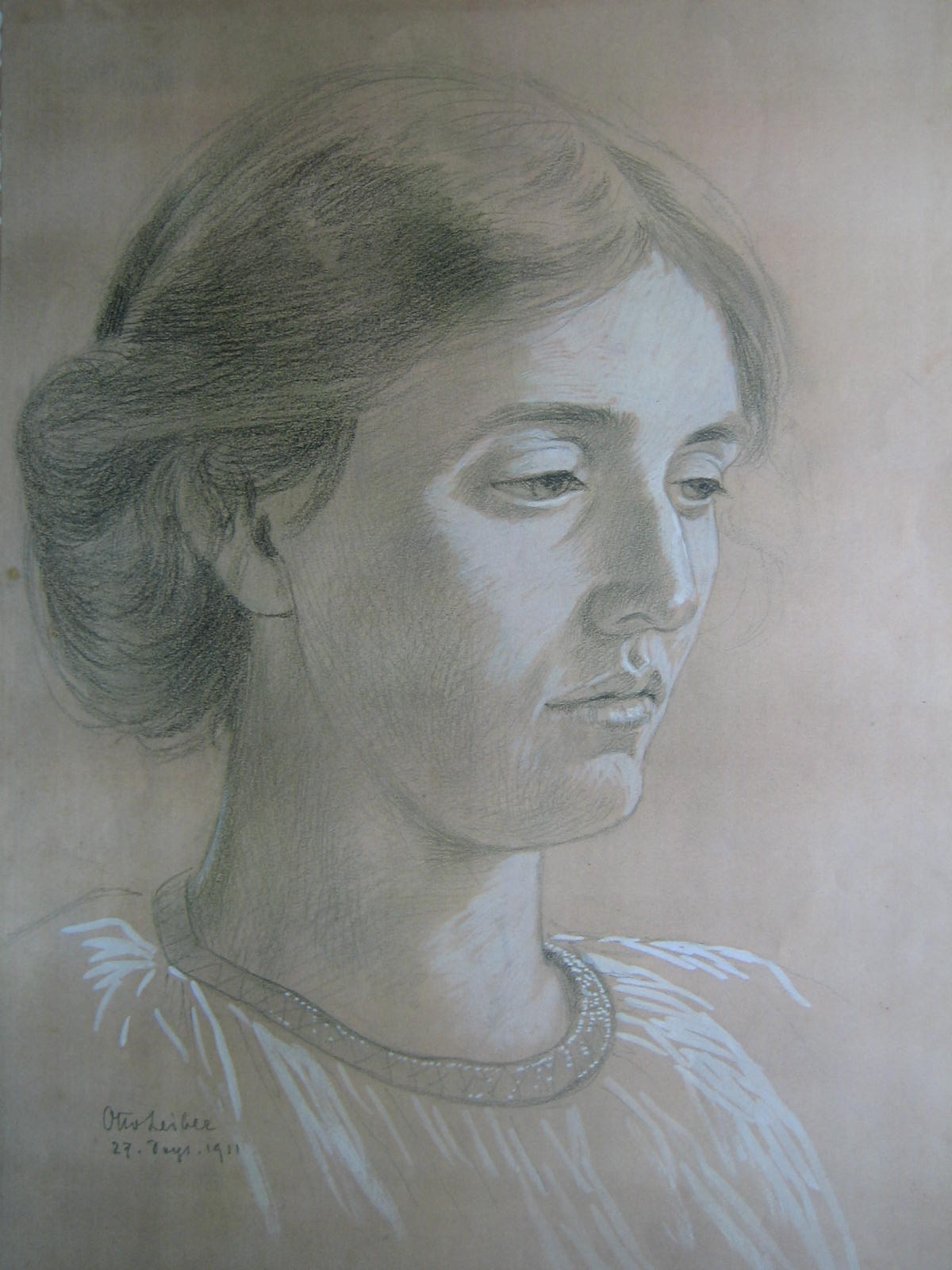
Portrait de Martha Mendelssohn-Bartholdy (1911)
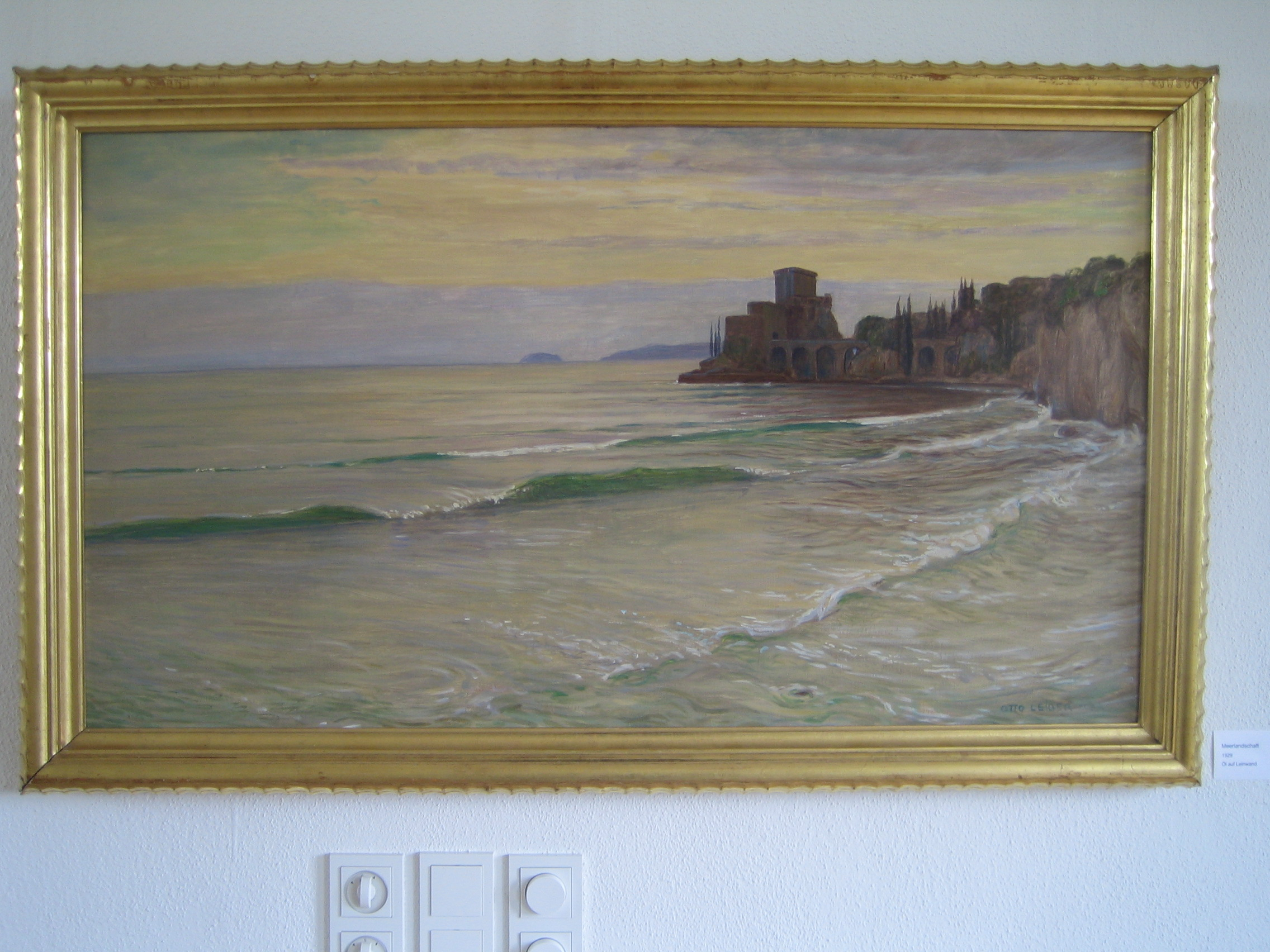
Castel au bord de la Méditerranée (1929)

Expositions
En 1908, à l'Orangerie de Strasbourg qui accueille de jeunes artistes d'Alsace-Lorraine, Otto Leiber expose onze œuvres, dont Paysages d'hiver au bord de l'Ill, Clair de lune, Cours d'eau près du Murhof, Paysage d'hiver à Bregulm et Temps menaçant.
En 1954, la commune de Bernau im Schwarzwald lui consacre une rétrospective comprenant une cinquantaine d'œuvres, dont Littoral de Sicile (1923), Ferme dans un tourbillon de neige et le buste d'Albert Schweitzer.
Musées
Les musées de la Ville de Strasbourg détiennent plusieurs œuvres, dont une peinture à l'huile, Vue du Quai au sable, et quatre sculptures : Femme à genoux, un bronze de 1924 ; deux bustes en terre cuite, l'un d'une jeune fille nattée (1934), l'autre de Lily (1939) ; un plâtre de 1942 nommé Gustave Spemann.
Le musée des Augustins de Fribourg-en-Brisgau possède une toile de 1905, Paysage de la Forêt-Noire.
Le British Museum conserve l'un de ses paysages gravés, Verlassene Hofstatt (1909).